# پریسیلا د آزوودو
پریسیلا د آزوودو (انگلیسی: Pricilla de Oliveira Azevedo؛ زادهٔ ح. ۱۹۷۸) افسر پلیس اهل برزیل است.
وی همچنین برندهٔ جوایزی همچون جایزه بین‌المللی زنان شجاع شده‌است.